# 과학기술위성 3호
과학기술위성 3호(科學技術衛星三號)는 실용위성인 아리랑 위성들과 달리 과학기술용 위성으로, 우주/지구 관측용 다목적 적외선 영상시스템과 소형 영상 분광기를 장착하여 우주 및 지구의 적외선 영상자료를 수집하고 분석하여 과학연구와 대기 관측, 산불 탐지 등을 할 수 있다. 2011년 11월 러시아 야스니 발사장에서 드네프르 발사체에 탑재되어 발사될 예정이었으나 수 차례의 연기 끝에 2013년 11월 21일 발사되었다. 발사 이후 3개월간 초기운영을 실시한 뒤 2014년 3월부터 정상 임무수행을 시작했다.

## 개발
과학기술위성 3호는 과학기술위성 2호의 후속으로 2006년 12월 개발에 착수하였다. 개발과정에서는 기존 과학기술위성과는 달리 대학의 참여를 최대한 허용하여 한국항공우주연구원이 주관하고 인공위성연구센터, 한국천문연구원, KAIST, 공주대학교, 충남대학교, 우석대학교 등이 참여하여 개발하였다. 위성본체 체계종합은 인공위성연구센터, 주탑재체인 다목적 적외선 영상시스템(MIRIS)은 한국천문연구원에서, 부탑재체인 소형 영상 분광기(COMIS)는 공주대에서 개발하였고 그 외 5가지 핵심기술은 KAIST, 충남대, 우석대에서 개발하였다.

## 발사
당초에는 2011년 11월 러시아 야스니 발사장에서 드네프르 발사체에 탑재되어 발사될 예정이었으나, 러시아 발사장과 위성 발사 일정을 맞추지 못해 2012년 하반기로 미뤄졌다. 그 뒤 2012년 10월 러시아 연방우주청에서 발사체를 제공하는 국방부의 승인이 필요한 사안이라는 이유로 정확한 일정을 확정해 주지 않는 등의 이유로 인해 2013년으로 또 다시 연기 되었다. 결국 과학기술위성 3호는 최종적으로 2013년 11월 21일 오후 1시 10분 10초(한국시간으로 오후 4시 10분 10초)에 발사되었다. 발사 약 87분 후 노르웨이 스발바드 지상국과 첫 교신, 첫 교신 약 97분 후 두 번째 교신에 성공했다. 발사 6시간 뒤인 지난 21일 오후 10시 10분(한국시간)에 대전 인공위성연구센터 내 위치한 국내 지상국과의 첫 교신을 통해 위성체의 전반적인 상태가 양호한 것을 최종 확인했다. 발사 이후 2014년 2월까지 궤도상에서 위성체 및 탑재체의 기능시험 등 초기운영을 실시한 후 3월부터 정상 임무수행을 시작할 계획이다.

## 구성

### 주탑재체
과학기술위성 3호의 주탑재체는 한국천문연구원에서 개발한 다목적 적외선 영상시스템(MIRIS: Multi-purpose IR Imaging System)으로, 우주관측카메라와 지구관측카메라로 구성되어 있다. 우주관측카메라는 0.9~2μm의 파장 대역을 가진 근적외선을 관측 가능하며, 이를 이용해 우리은하 평면 근적외선 방출 및 황도 극지방 근적외선 우주배경복사 관측 임무를 수행한다. 우리은하 평면 근적외선 방출 관측은 우리은하의 중온 이온화 성간물질의 기원을 규명하고 성간난류의 물리량을 조사하는 연구에 활용할 계획이며, 황도 극지방 근적외선 우주배경복사 관측은 우주 재이온화시기 종족 III 별들의 기원을 연구하는데 사용될 계획이다. 지구관측카메라는 3~5μm의 파장 대역을 가진 근적외선 사용해 36m의 해상도를 지상을 관측 가능하며, 이를 이용해 지상의 중해상도급 적외선 영상자료를 수집하여 산불탐지 및 지표 온도변화 모니터링에 활용할 계획이다.

### 부탑재체
과학기술위성 3호의 부탑재체는 공주대학교에서 개발한 소형 영상 분광기(COMIS: COMpact Imaging Spectrometer)로, 0.4~1.05μm 파장대역의 가시광선과 근적외선을 관측 가능하다. 이를 사용해 한반도 및 주변의 분광영상을 26m의 해상도로 관측 가능하며, 현재 하천 수질예측모델 수립과 에어로졸 광학 두께 측정, 한반도 지역의 작황 예측 연구가 예정되어 있다.

### 핵심우주기술 구성품
과학기술위성 3호에는 탑재체 이외에도 차세대 고성능 핵심우주기반기술연구를 위해 개발된 리튬-이온 배터리 팩, 다기능 복합재 구조체, 고성능 위성탑재 컴퓨터, 태양전력조절기, 전기 추력기가 탑재된다.
- 리튬-이온 배터리 팩: 기존의 과학기술위성 1호와 2호에서는 Ni-Cd 배터리를 사용했지만 에너지 밀도와 자가 방전률, 수명, 작동 온도범위 등에서 리튬-이온 배터리에 성능이 뒤떨어진다.[11] 이러한 이유로 인해 과학기술위성 3호에는 KAIST에서 개발한 리튬-이온 배터리를 사용하였다.[12]
- 다기능 복합재 구조체: 위성의 구조체는 우주환경의 여러 외란으로부터 위성을 보호하고 정상작동을 위한 환경을 조성하는 역할을 하며, 최근에 복합재를 사용한 우주구조물 개발이 활발해짐에 따라 과학기술위성 3호에 인공위성연구센터에서 개발한 다기능 복합재 구조체를 적용하였다.[12][13]
- 고성능 위성탑재 컴퓨터: 과학기술위성 3호에는 Leon3 프로세서를 이용한 소형위성용 고성능 컴퓨터를 충남대학교에서 개발하여 탑재하였다.[2][12]
- 태양전력조절기: 태양전력조절기는 태양전지의 전력제어와 배터리 충전을 조절하는 역할을 하며, 과학기술위성 3호에 탑재된 태양전력조절기는 우석대학교에서 개발하였다.[2][12]
- 전기 추력기: 전기 추력기는 상대적으로 추력이 작지만 적은 추진체만으로 높은 추력량을 달성할 수 있어 소형위성에 적합하며,[14] 이에 과학기술위성 3호에는 KAIST에서 개발한 10mN급 추력의 홀 추력기를 탑재하였다.[12] 추진체로는 제논을 사용하며, 현재 세계적으로 개발 및 검증된 수백 W급 저전력 홀 추력기 드물기 때문에 과학기술위성 3호에 탑재된 300W급 추력기가 성능이 검증된다면 중요한 의미를 가진다.[14]

## 충돌 위기
2014년 9월 13일, 미래창조과학부는 과학기술 위성 3호가 구 소련의 기상 위성 메테오르(METEOR) 1 - 10의 파편과 충돌할 가능성이 있음을 밝혔다. 미국 합동우주작전본부에서 9월 12일 오후에 충돌 가능성을 KAIST 인공위성 연구센터에 알렸으며 이후 미래창조과학부에서는 대응체제를 갖추고 상황을 분석하고 있다. 파편은 13일 오후 5시 경에 위성과 가장 근접한다. 미래부는 오후 11시 경에 위성과의 교신을 통해 최종적으로 충돌 여부를 확인, 교신에 성공해 충돌 위기에서 벗어났다.
2015년 1월 3일, 미래창조과학부는 과학기술 위성 3호 궤도에 해당 파편이 4일 오후 9시30분께 23m 거리까지 근접해 그린란드해 상공에서 충돌할 가능성이 있음을 밝혔다.

## 같이 보기
- 과학기술위성 1호
- 과학기술위성 2호